# 2016年墨西哥大奖赛
2016年墨西哥大奖赛是2016年世界一级方程式锦标赛的第19场分站赛事，于10月28日－30日在墨西哥墨西哥城的罗德里格斯兄弟赛道举行。这也是第18届墨西哥大奖赛。
梅赛德斯车队的英国车手路易斯·汉密尔顿在排位赛中夺得杆位，并在正赛中赢得冠军。